# Attard
Attard (maltesiska: Ħ’Attard) är en ort och kommun i republiken Malta. Den ligger på ön Malta i den centrala delen av landet, 7 kilometer väster om huvudstaden Valletta. I Attard ligger området Ta’ Qali med bland annat Maltas nationalarena för fotboll, Ta’ Qali-stadion, och Malta Fairs & Convention Centre.